# Комітет Верховної Ради України з питань правоохоронної діяльності
Комітет Верховної Ради України з питань правоохоронної діяльності — утворений 29 серпня 2019 у Верховній Раді України IX скликання. У складі комітету 24 депутати, голова Комітету — Іонушас Сергій Костянтинович.

## Склад
У складі комітету:
1. Іонушас Сергій Костянтинович — голова Комітету
2. Осадчук Андрій Петрович — перший заступник голови Комітету
3. Павлюк Максим Васильович — заступник голови Комітету
4. Михайлюк Галина Олегівна — заступник голови Комітету
5. Мамка Григорій Миколайович — заступник голови Комітету
6. Медяник В'ячеслав Анатолійович — заступник голови Комітету
7. Мінько Сергій Анатолійович — секретар Комітету
8. Неклюдов Владлен Михайлович — голова підкомітету з питань діяльності органів прокуратури
9. Алєксєєв Сергій Олегович — голова підкомітету з питань діяльності органів правопорядку
10. Дануца Олександр Анатолійович — голова підкомітету з питань організації охорони громадської безпеки і порядку
11. Бакумов Олександр Сергійович — голова підкомітету з питань кримінального законодавства воєнних злочинів та кримінологічної діяльності
12. Яцик Юлія Григорівна — голова підкомітету з питань кримінального процесуального законодавства та оперативно-розшукової діяльності
13. Галушко Микола Леонідович - голова підкомітету з питань охоронної і детективної діяльності
14. Арешонков Володимир Юрійович
15. Бородін Владислав Валерійович
16. Бужанський Максим Аркадійович
17. Данілов Віталій Богданович
18. Дмитрук Артем Геннадійович
19. Захарченко Володимир Васильович
20. Колєв Олег Вікторович
21. Куницький Олександр Олегович
22. Мамоян Суто Чолоєвич
23. Савченко Ольга Станіславівна
24. Устінова Олександра Юріївна

## Предмет відання
Предметом відання Комітету є:
- формування стратегії функціонування правоохоронної системи України;
- кримінальне законодавство;
- кримінальне процесуальне законодавство;
- законодавство про адміністративні правопорушення;
- організація та діяльність органів прокуратури, поліції, Національної гвардії, прикордонної служби, Державного бюро розслідувань, інших правоохоронних органів;
- оперативно-розшукова діяльність;
- організація та діяльність органів досудового розслідування;
- протидія організованій злочинності і міжнародній злочинності, протидія кіберзлочинності;
- протидія нелегальній (незаконній) міграції;
- запобігання злочинам та здійснення адміністративного нагляду за особами, звільненими з місць позбавлення волі;
- організація охорони громадської безпеки і порядку;
- охоронна і детективна діяльність;
- обіг зброї у цивільному обороті;
- державний захист учасників кримінального судочинства та державний захист суддів, працівників правоохоронних органів;
- соціальний захист працівників правоохоронних органів та членів їх сімей;
- міжнародне співробітництво та координація з питань правоохоронної діяльності.